# King’s Cup (Fußball) 2006
Der King’s Cup 2006 (thailändisch คิงส์คัพ 2006) war die 37. Austragung eines Fußballwettbewerbs in Thailand. Ausgetragen und organisiert wurde der Wettbewerb vom thailändischen Fußballverband.

## Teilnehmende Mannschaften
| Mannschaft | Nationaler Verband                 | Regionaler Verband | Kontinentalverband | FIFA-Weltrangliste |
| ---------- | ---------------------------------- | ------------------ | ------------------ | ------------------ |
| Thailand   | Football Association of Thailand   | AFF                | AFC                | 137. Platz         |
| Vietnam    | Vietnam Football Federation        | AFF                | AFC                | 172. Platz         |
| Kasachstan | Qasaqstannyng Futbol Federazijassy |                    | UEFA               | 135. Platz         |
| Singapur   | Football Association of Singapore  | AFF                | AFC                | 111. Platz         |

## Modus
Jede Mannschaft tritt in einer Einfachrunde gegen die anderen teilnehmenden Mannschaften an. Jede Mannschaft bestreitet drei Spiele. Es wird nach der 3-Punkte-Regel gespielt (drei Punkte pro Sieg, ein Punkt pro Unentschieden). Das Finale bestreiten der Erst- und Zweitplatzierte.

## Austragungsort
Alle Spiele fanden in der Hauptstadt Bangkok im 19.793 Zuschauer fassenden Suphachalasai Stadium statt.

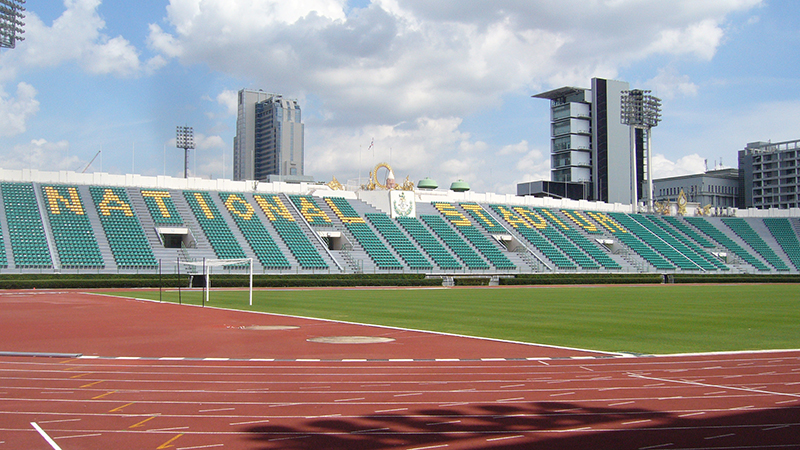
Suphachalasai Stadium

## Tabelle
| Pl. | Verein     | Sp. | S | U | N | Tore    | Diff. | Punkte |
| --- | ---------- | --- | - | - | - | ------- | ----- | ------ |
| 1.  | Thailand   | 3   | 2 | 1 | 0 | 006:300 | +3    | 07     |
| 2.  | Vietnam    | 3   | 2 | 0 | 1 | 006:500 | +1    | 06     |
| 3.  | Kasachstan | 3   | 0 | 2 | 1 | 003:400 | −1    | 02     |
| 4.  | Singapur   | 3   | 0 | 1 | 2 | 002:500 | −3    | 01     |

## Gruppenspiele
| Datum                          |            | Ergebnis |            |
| ------------------------------ | ---------- | -------- | ---------- |
| 24. Dezember 2006 um 17:00 Uhr | Kasachstan | 0:0      | Singapur   |
| 24. Dezember 2006 um 19:15 Uhr | Thailand   | 2:1      | Vietnam    |
| 26. Dezember 2006 um 16:30 Uhr | Vietnam    | 2:1      | Kasachstan |
| 26. Dezember 2006 um 18:45 Uhr | Thailand   | 2:0      | Singapur   |
| 28. Dezember 2006 um 16:30 Uhr | Singapur   | 2:3      | Vietnam    |
| 24. Dezember 2006 um 18:45 Uhr | Thailand   | 2:2      | Kasachstan |

## Finale
| Datum                          |          | Ergebnis |         |
| ------------------------------ | -------- | -------- | ------- |
| 30. Dezember 2006 um 18:00 Uhr | Thailand | 3:1      | Vietnam |

## Platzierung
| Platz    | Mannschaft |
| -------- | ---------- |
| 1. Platz | Thailand   |
| 2. Platz | Vietnam    |
| 3. Platz | Kasachstan |
| 4. Platz | Singapur   |